# Glasmuseum Frauenau

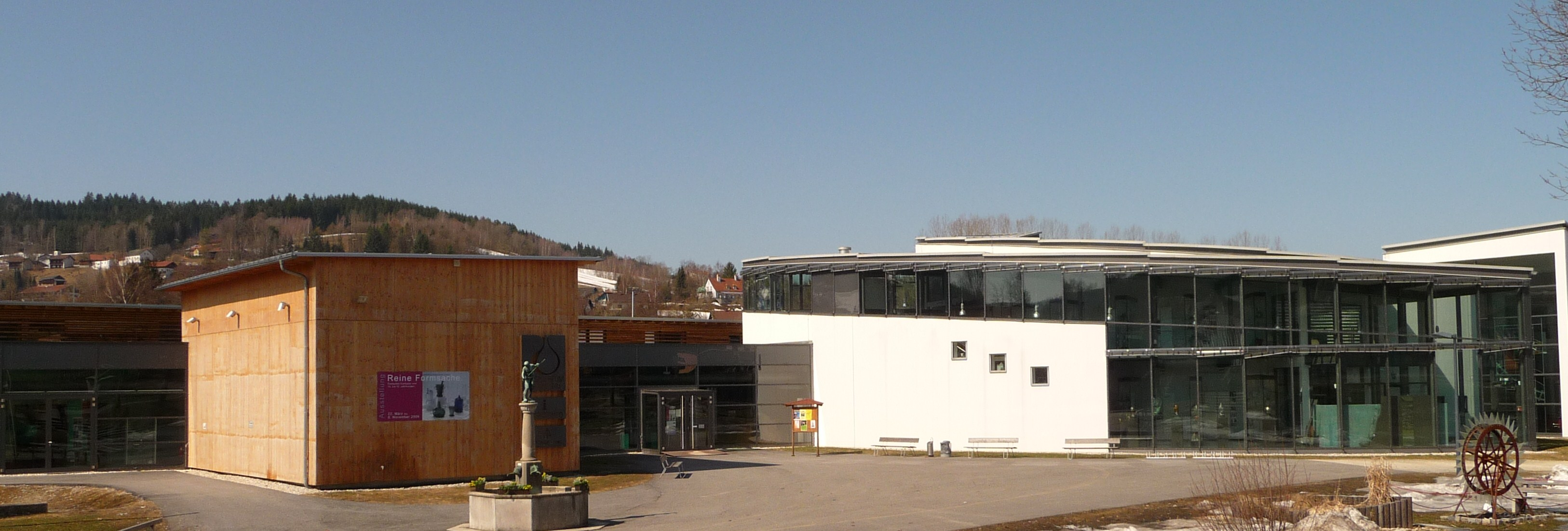
Das Glasmuseum Frauenau (2009)

Das Glasmuseum Frauenau in Frauenau im niederbayerischen Landkreis Regen, vormals kommunale Einrichtung, steht seit Jahresbeginn 2014 als Staatliches Museum zur Geschichte der Glaskultur unter der Trägerschaft des Freistaats Bayern. Direktorin des Museums ist die Kunsthistorikerin Karin Rühl.

## Geschichte
Das Museum wurde im Jahr 1975 von Altbürgermeister Alfons Hannes (1931–2010), von dem Frauenauer Künstler Erwin Eisch, von dem die Anregung ausging, Gretel Eisch sowie dem damaligen Hüttenmeister Helmut Schneck als kommunales Spezialmuseum gegründet. Das Museum informiert über die regionale und internationale Glasmachertradition und entwickelte sich mit Sonderausstellungen und Symposien zu einem internationalen Treffpunkt für Glaskünstler und Kunstpublikum. Hintergrund des Glasmuseums ist die 500-jährige Glashüttentradition der Gemeinde Frauenau, vor allem aber ist es ein Kind der Internationalen Studioglasbewegung, die durch die enge Verbindung zwischen dem amerikanischen Glaspionier Harvey K. Littleton (1922–2013) und Erwin Eisch in Frauenau ein europäisches Zentrum hat. Eröffnet wurde es am 6. Mai 1975 in Anwesenheit internationaler Glaskünstler mit der Sonderausstellung Venini-Murano, die mit den aus der privaten Sammlung des Stuttgarter Kunsthistorikers Wolfgang Kermer stammenden Exponaten erstmals in Deutschland einen umfassenden Überblick über die Entwicklung der italienischen Manufaktur vermittelte.
Das alte Glasmuseum Frauenau verband bereits die Kunst-, Sozial- und Technologiegeschichte des Glases, in Präsentation und Sammlungstätigkeit spannte es den Bogen zwischen regionaler und internationaler, historischer und zeitgenössischer Glasgestaltung. Alfons Hannes verfolgte im Zusammenwirken mit Erwin Eisch einen dementsprechend konsequenten Sammlungsaufbau, aus örtlichen Beständen ebenso wie aus Ankäufen, Dauerleihgaben und Schenkungen. Die bedeutendste Schenkung stellt die Sammlung Wolfgang Kermer dar, die umfassend die Anfänge der Internationalen Studioglasbewegung in USA und Europa dokumentiert.
Von besonderer Bedeutung ist außerdem der Aufbau einer einzigartigen Sammlung zeitgenössischen Glases in Kunst und Handwerk im Zuge der regen Aktivitäten, mit denen Alfons Hannes das Glasmuseum und Frauenau zu einem lebendigen Fokus und Begegnungsort der Glaswelt machte. Zu nennen ist hier die Auslobung des Bayerwald-Glaspreises (1984, 1988 und 1993) und vor allem die Organisation der legendären Internationalen Glassymposien Frauenau (1985, 1988, 1991, 1995, 2000). Das letzte Internationale Glassymposium Glas im Kontext: Kunst – Bild – Industrie fand 2006 unter Federführung der Internationalen Akademie Bild-Werk Frauenau (begründet 1987 u. a. von Erwin und Gretel Eisch) bereits im neuen Glasmuseum Frauenau statt. In Ausstellungen, Diskussionen sowie internationalen Meisterklassen tauschten sich Künstler, Glasmanufakturen und Ausbildungseinrichtungen über Synergien und Zukunftspotentiale im Glas aus.
Im Zuge der Erweiterung des Nationalparks Bayerischer Wald und der Ausschüttung von Privatisierungserlösen durch den Freistaat Bayern bekam Frauenau den Zuschlag zur Erweiterung des bestehenden Museums. Im Rahmen eines grenzüberschreitenden Kooperationsprojekts mit tschechischen Glasmuseen konnten zusätzliche Mittel der EU sowie des Staats und sonstiger Zuwendungsgeber eingeworben werden. Dies gab die Möglichkeit, das bisherige Gebäude in den Jahren 1999 bis 2005 durch einen Neubau mit etwa verdoppelter Ausstellungsfläche zu ersetzen. Außerdem konnten so die Tourist-Information der Gemeinde sowie eine Ausstellung Waldweiden des Nationalparks Bayerischer Wald integriert werden.
Am 10. Juni 2005 erfolgte die Wiedereröffnung. Mit einer neu konzipierten, ethnografisch-künstlerischen Dauerausstellung, den Sammlungen, einem großen Wechselausstellungsbereich, glashistorischen Archiven, einer international ausgerichteten Glasbibliothek sowie Tagungsräumen versteht sich das Glasmuseum Frauenau als Dokumentations-, Forschungs- und Begegnungszentrum für alle Glas- und Kunstinteressierten. Die Dauerausstellung bringt in ihrer multimedialen und perspektivenreichen Präsentation den Auftrag des Glasmuseums Frauenau zum Ausdruck: Im Zeichen der Glaskrise und des Niedergangs der manufakturiellen Glasmacherei geht es keineswegs darum, historische Glaskultur im Abstellraum der Geschichte zu musealisieren. Stattdessen wird die Vielgestaltigkeit und Innovationskraft, mit der das Glas durch die Epochen immer neue Gesichter der Gesellschaft repräsentiert, mit der Erfahrung und dem Wissen der Glasmacher und Glasgestalter zusammengeführt und konsequent auf die Frage nach Gegenwart und Zukunft bezogen.

## Konzept
Die Dauerausstellung befindet sich auf 1300 m² Ausstellungsfläche in einem Rundbau. Die Gesamtkonzeption wurde von den Kulturwissenschaftlern und europäischen Ethnologen Katharina Eisch-Angus und Jörg Haller entwickelt und in Zusammenarbeit mit dem Büro Architekturschmiede aus Kirchdorf i. Wald, Innenarchitekt Stefan Haslbeck, Museumsleiterin Karin Rühl sowie mit 21 regionalen und internationalen Künstlern und örtlichen Glasbetrieben und Glasfachleuten umgesetzt. Aufgrund der ganzheitlichen Integration von Dauerausstellung, glaskünstlerischen Einbauten und Museumsarchitektur gilt das Glasmuseum Frauenau als modellhaft: Gebäude und Ausstellung kreisen dabei um den Mittelpunkt eines teilweise aus Glas inszenierten Hafenglasofens. In Blickkontakt dazu durchlaufen die Besucher zunächst eine kulturgeschichtliche Reise mit dem Glas als einen multimedial inszenierten Rundgang von den Anfängen im Zweistromland durch alle (Stil-)Epochen bis heute, mit Schwerpunkten auf den Metropolen der europäischen, und besonders der bayerisch-böhmischen Zivilisations- und Glasgeschichte. Im Innenbereich des Ausstellungsrundbaus folgt die zweite Abteilung Leben und Arbeiten mit Glas als Collage des kollektiven Gedächtnisses der Glashüttenleute. Mit Zeitzeugentexten, Fotos und Originalteilen aus verschiedenen Glashütten werden der Produktionsprozess und die Arbeits- und Lebensweisen einer Mundglashütte aus Sicht ihrer Akteure nachvollziehbar. Problemfelder wie Globalisierung, Automatisierung oder Arbeitslosigkeit kommen zur Sprache und werden auf die Vergangenheit sowie auf Fragen der Zukunft des Glases bezogen. Die letzte Abteilung Glas der Moderne zeigt künstlerisches Glas des 20. und 21. Jahrhunderts, darunter die bedeutende Schenkung Sammlung Wolfgang Kermer sowie die Installation Narziß. Ein Interieur und andere Hauptwerke des Frauenauer Glaskünstlers Erwin Eisch.
Die neue Dauerausstellung erhält ihre Relevanz aus der umfassenden historischen Kontextualisierung der gläsernen Exponate im Rahmen europäischer Zivilisationsgeschichte, aber auch aus den Perspektivenwechseln hin zu den Erfahrungen und Sichtweisen der Glasproduzenten, die in Interviews, Bildern, Filmen und zeitgenössischen Exponaten wiedergegeben sind. Der Dialog zwischen Vergangenheit und Gegenwart wird durch die künstlerischen Einbauten in Glas und anderen Materialien aufgegriffen und szenisch visualisiert. Unter den zahlreichen Kunstwerken, die das neue Landesmuseum aus dieser Zusammenarbeit mit Künstlerinnen und Künstlern übernimmt, befinden sich auch architektonische Wettbewerbsarbeiten international renommierter Künstler wie Ursula Huth, Gerhard Ribka, Amber Hiscott, Bernhard Schagemann, Mark Angus und Ronald Fischer.

## Sammlung Wolfgang Kermer
1982 gelangte die private Studioglassammlung des Kunsthistorikers Wolfgang Kermer, die seit den 1950er Jahren oft im persönlichen Kontakt mit den Künstlern entstand und die auszugsweise bereits 1975 und 1976/77 in Sonderausstellungen gezeigt worden war, aufgrund freundschaftlicher Verbindungen zu Erwin Eisch und Alfons Hannes zusammen mit großen Teilen seiner speziellen Fachbibliothek als Schenkung an das Glasmuseum Frauenau. Sie ist, wie die Bayerische Staatszeitung 2009 bemerkte, dem Museum "ein Eckpfeiler seiner Dauerausstellung". Die vereinbarungsgemäß unter Bürgermeister und Museumsleiter Alfons Hannes befolgte Geschlossenheit der Präsentation wurde allerdings im Zuge der Neukonzeption des Museums in Teilen nicht bewahrt.
Die Sammlung umfasst, nachdem seither noch verschiedene Zuwendungen – zuletzt 2017 – hinzukamen, etwa 350 Objekte von nahezu 200 Glaskünstlern bzw. Manufakturen. In ihrer zeitlichen Ausrichtung – der Schwerpunkt liegt bei den 1950er- bis 1970er-Jahren – und unter Einbeziehung der für den damaligen Stand und die Entwicklung tonangebenden Länder, reflektiert sie die Übergänge und den Wandel vom entworfenen, nicht eigenhändig vom Gestalter ausgeführten Glas-Design hin zu freischöpferischen, direkt von den Künstlern am Ofen geschaffenen Kreationen. Da von Anfang an neuartige gestalterische Impulse und Lösungen für den Sammler im Vordergrund standen, enthält die Schenkung eine ganze Reihe von Inkunabeln der in den frühen 1960er Jahren einsetzenden Studioglasbewegung, die seinerzeit noch kaum bei Museen und Sammlern Interesse fand.
Unter anderem sind, nach Ländern gegliedert, folgende Künstler vertreten:
- Belgien: Georges Collignon, Louis Leloup
- Dänemark: Per Lütken
- Deutschland: Erwin Eisch, Aloys Ferdinand Gangkofner, Max Gangkofner, Konrad Habermeier, Hans Klein, Kristian Klepsch, Rosemarie Lierke, Hanns Model, Klaus Moje und Isgard Moje-Wohlgemuth, Helmut Rotter, Albin Schaedel, Bernhard Schagemann, Gerhard Schechinger, Horst Stauber, Wilhelm Wagenfeld, Karl Wiedmann, Aloys Wudy, Jörg F. Zimmermann
- Finnland: Kaj Franck, Kerttu Nurminen, Heikki Orvola, Timo Sarpaneva, Nanny Still-McKinney, Oiva Toikka, Helena Tynell, Tapio Wirkkala
- Frankreich: Michel Bouchard, Jean-Paul van Lith, Claude Monod, Isabelle Monod, Claude Morin, Nicolas Morin, Jean-Claude Novaro
- Großbritannien: Samuel J. Herman, Karlin Rushbrooke, Pauline Solven, Fleur Tookey
- Italien: Sergio Asti, Angelo Barovier, Ercole Barovier, Enrico Capuzzo, Mirko Casaril, Gino Cenedese, Giorgio Ferro, Luciano Gaspari, Peter Pelzel, Alessandro Pianon, Carlo Scarpa, Tobia Scarpa, Archimede Seguso, Ermanno, gen. Nino Toso, Paolo Venini, Gino Vistosi, Vittorio Zecchin
- Japan: Kyohei Fujita
- Niederlande: Andries Dirk Copier, Willem Heesen, Theo Yje Jansen, Floris Meydam, Sybren Valkema
- Norwegen: Hanna Hellum, Benny Motzfeldt
- Polen: Halina Jastrzebowska-Sigmund, Tasios Kiriazopoulos, Henryk Albin Tomaszewski, Henryk Wilkowski, Alina Wołowska
- Schweden: Olle Alberius, Gunnar Cyrén, Edward Hald, Erik Höglund, Ulrica Hydman-Vallien, Jan Johansson, Paul Kedelv, John-Orwar Lake, Nils Landberg, Ingeborg Lundin, Edvin Öhrström, Bengt Orup, Sven Palmquist, John Selbing, Gerda Strömberg, Bertil Vallien, Göran Wärff, Ann Wolff
- Tschechien: Jindra Beranék, Josef Flek sen., Petr Foltýn, Vladimir Jelínek, Ladislav Oliva, Ladislav Paleček, René Roubiček, Ludovica Smrčková, František Špinar, Jaroslav Svoboda jun., Dana Vachtová, Karel Vaňura, František Vizner
- USA: Robert Coleman, Claire Falkenstein, Jack Ink, Marvin Lipofsky, Harvey K. Littleton, Charles Lotton, Joel Philipp Myers

Seit den 1990er Jahren widmet sich Wolfgang Kermer als Sammler überwiegend der Produktion ostfranzösischer Glashütten (in der heutigen Region Grand Est und Bourgogne-Franche-Comté). 2017 schenkte das Ehepaar France und Wolfgang Kermer dem Museum unter dem Titel „Hommage au verrier anonyme“ weit über einhundert mundgeblasene Gebrauchsgläser mit für die ehedem zahlreichen, längst untergegangenen Waldglashütten der Vogesen typischen Beispielen. Die überkommenen Reste einer ehedem massenhaften Produktion haben heute vielfach Unikatscharakter.

## Entwicklung
Träger des Museums war bis Ende 2013 die Gemeinde Frauenau. Da die Gesamtkosten für den Neubau von ursprünglich vorgesehenen 6,9 Millionen auf 8,3 Millionen Euro gestiegen waren, wurde dies vom Bayerischen Obersten Rechnungshof kritisch angemerkt. Das nichtstaatliche Museum war daher bislang entscheidend auf die Unterstützung durch Freunde, Förderer und Sponsoren angewiesen. Mit Jahresbeginn 2014 hat der Freistaat Bayern die Trägerschaft des Museums offiziell als Landesmuseum übernommen, womit eine erhebliche Verbesserung der finanziellen Situation ebenso wie der Handlungsspielräume des Glasmuseums verbunden ist.
Um die Bedeutung des Museums für die gesamte Glasstraße zu würdigen, wurde dem Glasmuseum Frauenau der Glasstraßenpreis 2008 verliehen. Aufgrund anhaltender Kritik der Gemeinde am eigenen Museum und infolge der Schuldzuweisungen für die Kostenüberschreitungen an das wissenschaftliche Konzeptionsteam sah sich Erwin Eisch im März 2009 veranlasst, seinen Ehrenbürgerbrief zurückzugeben.